# Антипов, Василий Геннадьевич
Васи́лий Генна́дьевич Антипов (род. 30 октября 1982, Москва) —  композитор, органист, лютнист, гитарист, музыкальный теоретик.
Василий Антипов  родился в 1982 году. В 1996 году поступил в класс Натальи Николаевны Дмитриевой в Академическое Музыкальное Училище при МГК им. П.И.Чайковского и с отличием окончил его.  С 2006 по 2014 работал лютнистом в оркестре Musica Aeterna, художественный руководитель Теодор Курентзис.
С 2015 года живёт в Германии и записывает произведения И.С.Баха на исторических органах.